# HD 218537
HD 218537，又名BD+62 2171，SAO 20439、HR 8808，是一颗恒星，视星等为6.26，位于銀經111.73，銀緯3.04，其B1900.0坐标为赤經23h 3m 42.7s，赤緯+63° 3.04′ 32″。